# Granitporfir
Granitporfir ali granofir je magmatska kamnina (žilnina) z visoko vsebnostjo kremena in alkalnega glinenca, ki po kemijski sestavi ustreza predornini riolitu.
Struktura kamnine je granofirska, se pravi, da so v finozrnati osnovni kamnini večji preraščeni kristali kremena in alkalnega glinenca, ki so sicer značilni za pegmatit. Takšna struktura kaže na sočasno kristaljenje kremena in glinenca iz silikatne taline v evtektični točki, morda v prisotnosti z vodo bogate faze. Kamnina iz večjih globin vsebuje tudi temne minerale kot sta piroksen in olivin, katerih vsebnost po navadi ne preseže 5% celotne mase.
Granofirji so tipične žilnine, ki kristalijo v manjših globinah in imajo podobno sestavo kot graniti. Pojavljajo se v slojastih magmatskih intruzijah, v katerih prevladujejo kamnine s sestavo podobno gabru. V takšnih okoljih so lahko nastali kot končni produkt frakcionirane kristalizacije starševske mafične magme ali s taljenjem kamnin, v katere je vdrla magma, ali s kombinacijo obeh procesov. Kamnina je lahko nastala tudi v najzgornjejšem stratigrafskem sloju s taljenjem skorje zaradi padca meteorita. Takšen granofir je na primer na površini Sudburyjskega bazena v Ontariju (Kanada), ki je nastal pred 1,849 miljarde let.
Značilna nahajališča so velike intruzije, kakršni sta Vestrahorn in Eystrahorn na jugovzhodu Islandije in v bližini Luganskega jezera v Švici. 